# 种世衡
种世衡（985年—1045年），字仲平，工部侍郎种放之姪子，父种昭衍，因为叔父种放恩蔭而補任將作監主簿入仕。為北宋一朝种家將的开山人。著名军事家、书画家。为时总领西北军务的范仲淹一手提拔。招抚羌人，康定元年在延州东北200里处筑青涧城，迁内殿崇班（阶官，三班使臣，大使臣，正八品），知城事（差遣）。以固延州之势，抚城安羌民，“在邊數年，積穀通貨，所至不煩縣官益兵增饋。善撫養士卒，病者遣一子專視其食飲湯劑，以故得人死力。”。慶曆三年，迁洛苑副使（阶官，诸司副使，西班，从七品），调知环州事，到任后，即巡境抚慰羌民相继来归，同年西夏军进攻渭州（今甘肃平凉），率军出援有功，晋升为东染院使（阶官，诸司正使，西班，正七品）、环庆路兵马钤辖。慶曆五年正月七日（1月27日）卒，赠成州团练使（阶官，正任团练使，从五品）。
曾巧施离间计，除去西夏李元昊的心腹大将野利旺荣、野利遇乞兄弟。
- 曾祖：种存启，河南寿安令
- 祖：种诩，京兆长安令、贈太常寺博士
- 父：种昭衍，登进士第，累赠职方员外郎
- 季父：种放，工部侍郎
- 弟：种世材
- 妻：刘氏，万年县君
- 八子：种詁、种診、种谘、种詠、种諤、种说、种记、种誼。其中种诂、种诊、种谔战功显赫，关中百姓称其为“三种”。
- 女：种氏，适西头供奉官田守政
- 孙：种朴(父种諤)、种師道（父种记）、种師中（父种记）、种師閔

## 延伸阅读
[在维基数据编辑]
 《宋史·卷335》，出自脱脱《宋史》